# Louisa Stuart
Lady Louisa Stuart (12 agosto 1757 – Marylebone, 4 agosto 1851) è stata una scrittrice britannica.

## Biografia

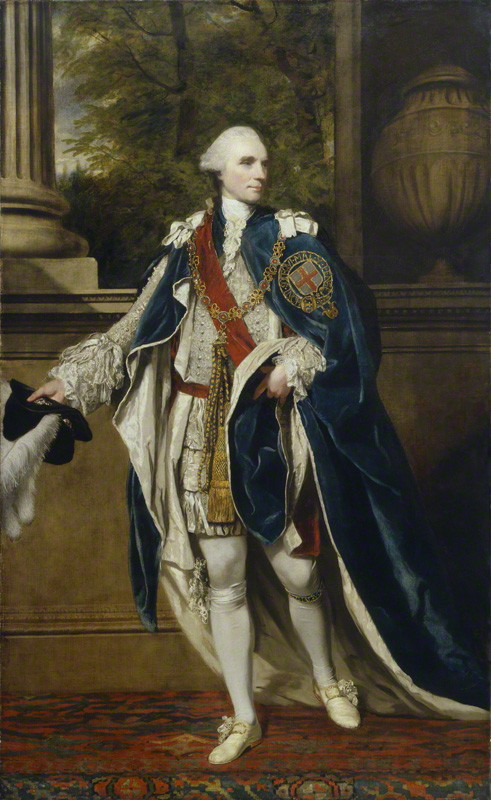
Ritratto di John Stuart, III conte di Bute, di Sir Joshua Reynolds, 1773.

Era una delle sei figlie di John Stuart, III conte di Bute (1713-1792), che, al momento della sua nascita nel 1757 era il più caro amico del futuro re Giorgio III. Sua madre era Mary, contessa di Bute (1718-1794). Anche se Bute era scozzese, trascorse molto del suo tempo nella sua grande casa a Londra in Berkeley Square. Nel 1762, comprò la tenuta di Luton Hoo, nel Bedfordshire.
Giorgio III salì al trono nel 1760, e nel 1762 il suo amico Bute divenne primo ministro. In qualità di statista, Bute era impopolare con gli inglesi, per una serie di motivi. Era uno scozzese, un favorito reale, e un bell' uomo che è stato sbeffeggiato per la sua vanità, ed è stato sempre il bersaglio della satira politica, scandali e pettegolezzi. Ciò ha incluso accuse frequenti di una relazione con la principessa Augusta di Sassonia-Gotha-Altenburg (1719-1772), vedova di Federico, principe di Galles. Bute cadde nel 1763, quando la figlia Louisa aveva cinque anni, e si ritirò dalla vita pubblica a Luton Hoo e successivamente si dedica alla botanica e all' orticoltura.

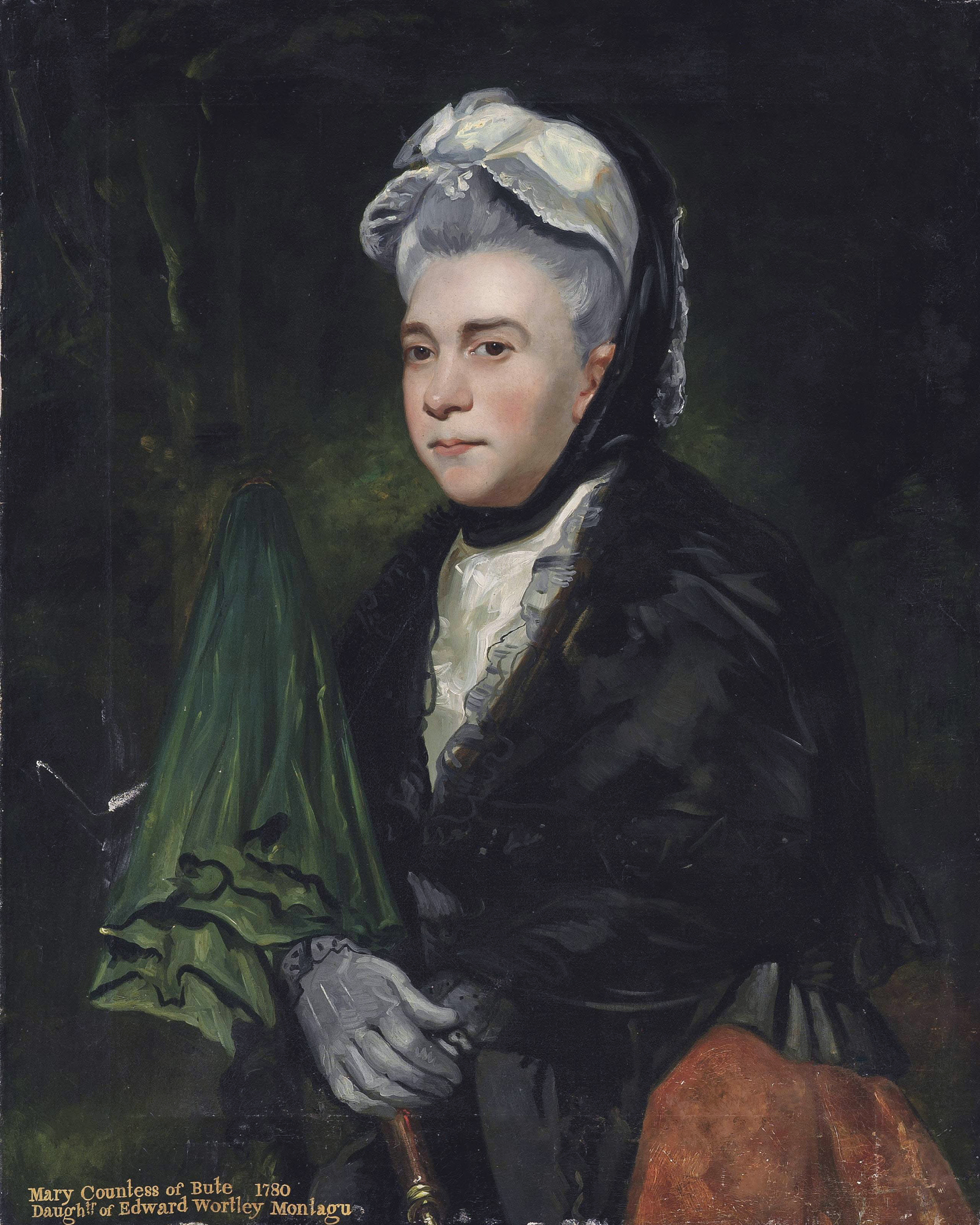
Ritratto di Mary Stuart, contessa di Bute, di Sir Joshua Reynolds, 1780.

La madre, la contessa di Bute, era la figlia della famosa scrittrice e viaggiatrice Lady Mary Wortley Montagu (1689-1762). All'età di 10 anni cominciò a seguire le orme della nonna. Aveva cominciato un romanzo in francese e aveva anche iniziato a programmare un gioco romano. Era presa in giro dai suoi fratelli, per il suo apprendimento.

## La delusione in amore
Nel 1770, all'età di tredici anni, Lady Louisa si innamorò di suo cugino di secondo grado, William Medows (1738-1813), figlio di Philip Medows di Nottinghamshire, vice Ranger di Richmond Park, e di Lady Frances Pierrepont, che era, come la madre di Louisa, nipote di Evelyn Pierrepont, I duca di Kingston-upon-Hull. Medows, che aveva 41 anni, era un tenente colonnello del 5º reggimento di fanteria, e Lord Bute lo considerava inadatto e pose fine ad esso.

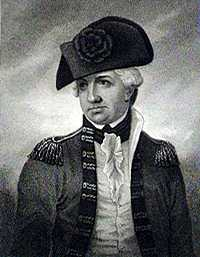
William Medows.

Nello stesso anno, Medows sposò Frances Augusta Hammerton, e divenne un tenente generale, un Cavaliere del Bagno e il governatore generale di Madras.
Louisa ebbe altri due pretendenti alla sua mano. Il primo fu Henry Dundas (1742-1811), membro del parlamento per Midlothian e Lord Advocate di Scozia, in seguito creato Visconte Melville. Dundas era un uomo galante e di bell'aspetto che era stato sposato, ma era legalmente separato dalla moglie. Il secondo fu John Charles Villiers (1757-1838). Era il secondo figlio di Thomas Villiers, I conte di Clarendon. I suoi genitori incoraggiarono l'unione, ma alla fine ha deciso che un "matrimonio d'amore senza amore non è che un cattivo affare". Nel 1791, Villiers sposò la cugina Maria Eleonora Forbes, figlia dell'ammiraglio John Forbes, e in età avanzata ha ereditato i titoli della famiglia e tenute dal fratello maggiore Thomas Villiers, II conte di Clarendon (1753-1824), che non si sposò mai.

## Morte
Nei suoi ultimi anni, Louisa ha vissuto nella sua casa di Londra, a Gloucester Place, Marylebone, e da lì si diresse a Regent Park. Morì nella sua casa di Londra il 4 agosto 1851.

## Ascendenza
|                                                |                             |                                                 | Genitori                                |  |  | Nonni |  |  | Bisnonni                      |  |  | Trisnonni                       |  |
|                                                |                             |                                                 |                                         |  |  |       |  |  | James Stuart, I conte di Bute |  |  | sir Dugald Stuart, II baronetto |  |
|                                                |                             |                                                 |                                         |  |  |       |  |  | James Stuart, I conte di Bute |  |  | sir Dugald Stuart, II baronetto |  |
|                                                |                             | Elizabeth Ruthven                               |                                         |  |  |       |  |  | James Stuart, I conte di Bute |  |  |                                 |  |
| James Stuart, II conte di Bute                 |                             |                                                 |                                         |  |  |       |  |  | James Stuart, I conte di Bute |  |  |                                 |  |
|                                                |                             | Agnes Mackenzie                                 | sir George Mackenzie                    |  |  |       |  |  |                               |  |  |                                 |  |
|                                                |                             | Agnes Mackenzie                                 | sir George Mackenzie                    |  |  |       |  |  |                               |  |  |                                 |  |
|                                                |                             | Agnes Mackenzie                                 | Elizabeth Dickson                       |  |  |       |  |  |                               |  |  |                                 |  |
| John Stuart, III conte di Bute                 |                             | Agnes Mackenzie                                 |                                         |  |  |       |  |  |                               |  |  |                                 |  |
|                                                |                             | Archibald Campbell, I duca di Argyll            | Archibald Campbell, IX conte di Argyll  |  |  |       |  |  |                               |  |  |                                 |  |
|                                                |                             | Archibald Campbell, I duca di Argyll            | Archibald Campbell, IX conte di Argyll  |  |  |       |  |  |                               |  |  |                                 |  |
|                                                |                             | Archibald Campbell, I duca di Argyll            | lady Mary Stewart                       |  |  |       |  |  |                               |  |  |                                 |  |
| lady Anne Campbell                             |                             | Archibald Campbell, I duca di Argyll            |                                         |  |  |       |  |  |                               |  |  |                                 |  |
|                                                |                             | Elizabeth Tollemache                            | sir Lionel Tollemache, III baronetto    |  |  |       |  |  |                               |  |  |                                 |  |
|                                                |                             | Elizabeth Tollemache                            | sir Lionel Tollemache, III baronetto    |  |  |       |  |  |                               |  |  |                                 |  |
|                                                |                             | Elizabeth Tollemache                            | Elizabeth Murray, II contessa di Dysart |  |  |       |  |  |                               |  |  |                                 |  |
| lady Louisa Stuart                             |                             | Elizabeth Tollemache                            |                                         |  |  |       |  |  |                               |  |  |                                 |  |
|                                                | hon. Sidney Wortley-Montagu | Edward Montagu, I conte di Sandwich             |                                         |  |  |       |  |  |                               |  |  |                                 |  |
|                                                | hon. Sidney Wortley-Montagu | Edward Montagu, I conte di Sandwich             |                                         |  |  |       |  |  |                               |  |  |                                 |  |
|                                                | hon. Sidney Wortley-Montagu | Jemima Crew                                     |                                         |  |  |       |  |  |                               |  |  |                                 |  |
| Edward Wortley-Montagu                         | hon. Sidney Wortley-Montagu |                                                 |                                         |  |  |       |  |  |                               |  |  |                                 |  |
|                                                |                             | Anne Wortley                                    | sir Francis Wortley, II baronetto       |  |  |       |  |  |                               |  |  |                                 |  |
|                                                |                             | Anne Wortley                                    | sir Francis Wortley, II baronetto       |  |  |       |  |  |                               |  |  |                                 |  |
|                                                |                             | Anne Wortley                                    | Frances Faunte                          |  |  |       |  |  |                               |  |  |                                 |  |
| Mary Wortley-Montagu, I baronessa Mount Stuart |                             | Anne Wortley                                    |                                         |  |  |       |  |  |                               |  |  |                                 |  |
|                                                |                             | Evelyn Pierrepont, I duca di Kingston-upon-Hull | Robert Pierrepont                       |  |  |       |  |  |                               |  |  |                                 |  |
|                                                |                             | Evelyn Pierrepont, I duca di Kingston-upon-Hull | Robert Pierrepont                       |  |  |       |  |  |                               |  |  |                                 |  |
|                                                |                             | Evelyn Pierrepont, I duca di Kingston-upon-Hull | Elizabeth Evelyn                        |  |  |       |  |  |                               |  |  |                                 |  |
| lady Mary Pierrepont                           |                             | Evelyn Pierrepont, I duca di Kingston-upon-Hull |                                         |  |  |       |  |  |                               |  |  |                                 |  |
|                                                |                             | lady Mary Feilding                              | William Feilding, III conte di Denbigh  |  |  |       |  |  |                               |  |  |                                 |  |
|                                                |                             | lady Mary Feilding                              | William Feilding, III conte di Denbigh  |  |  |       |  |  |                               |  |  |                                 |  |
|                                                |                             | lady Mary Feilding                              | Mary King                               |  |  |       |  |  |                               |  |  |                                 |  |
|                                                |                             | lady Mary Feilding                              |                                         |  |  |       |  |  |                               |  |  |                                 |  |